# إجيوس
إجيوس ـ مسرحية للكاتب المصري أسامة عبد الفتاح نور الدين (أسامة نورالدين).
المسرحية فائزة بالمركز الأول مكرر على مستوى الوطن العربي في مسابقة «محمد تيمور للإبداع المسرحي» ـ طبع النص عام 1994 بالهيئة المصرية العام للكتاب تحت رقم إيداع: 11418/1994
وتحت رقم ترقيم دولي ISBN 977-01-4223-9

## شهادات النقاد
قالت الفنانة إسعاد يونس عن النص ـ وكانت عضوة لجنة قراءة بالمسابقة: «العمل ممتاز مسرحيا ولغة وفكرا.»
وقال الكاتب محمد سلماوي ـ وكان أيضا عضو لجنة قراءة بالمسابقة: «مسرحية جيدة أفضل ما فيها اللغة الحوارية التي جاءت سليمة ومتفقة تماما مع الضروريات الدرامية.»

## قصة المسرحية
المسرحية تحكي عن جزيرة «إجيوس» التي قتل حاكمها المحبوب ـ فتولى من بعده ابنه «مينوس» والذي يبحث عن أسباب قتل أبيه ويطل مقابلة «راموس» ورفاقه المقبوض عليهم بتهم قتل الحاكم الراحل «إوزيرانو». «راموس» كان رفيق طفولة مينوس وتربى معه في القصر نظرا لعمل أبيه الراحل أيضا في القصر كخازن وثائق الملك. وحين يقابل «مينوس» صديقه راموس يكتشف أن خيطا يوصل إلى القاتل الحقيقي ويكتشف أن صديقه بريء من دم الحاكم. ويدبران أمرا ضد الوزير العجوز الداهية «شاوش». والذي يحكم قبضته على الجزيرة ويدير شئونها مع وزرائه لمصالحهم الشخصية بينما الناس يغرقون في الفقر. ترى هل ينجح تحالف راموس ومينوس ضد الوزير شاروش الذي ينشر رجاله ومواليه في كل مؤسسات الجزيرة.
المسرحية بالفصحي وتقع في 141 صفحة بالكتاب المطبوع بالهئية المصرية العامة للكتاب.